# Фахреддин-и Аджеми
Фахредди́н-и Аджеми (тур. Fahreddin-i Acemi) — шейх-уль-ислам Османской империи, исламский богослов и профессор.

## Биография
Родился в Иране. Там он обучался у Сейида Шерифа Куркани. Затем он переехал в столицу Османской империи, город Стамбул. Он продолжил получать образование в Стамбуле и стал муллой, получив разрешение на это от Шаха Эфенди, сына муллы Шемсюддина-и Фенари.
Затем он начал работать профессором. После смерти Шемсюддина в 1430 году он был назначен «шейх-уль-исламом» при султане Мураде II, его ежедневное жалование составляло 30 акче. Он оставался на этом посту почти 30 лет, застав период правления Мурада II и Мехмеда II. Так как он являлся священнослужителем, который очень предан суннитскому толкованию ислама. В то время, как Мурад был отозван в Манису, Фахреддин столкнулся с людьми из секты хуруфизма, которые вошли во дворец. В выпущенной им фетве он дозволил их сожжение.
Он умер в Эдирне в 1460 году. Он был похоронен перед входом в медресе Дар-уль-Хадис, также называемое медресе имени Фахреддина-и Аджеми, поскольку оно было построено им.